# Mala Lahinja
Mala Lahinja este o localitate din comuna Črnomelj, Slovenia, cu o populație de 20 de locuitori.